# Rue d'Alger (Paris)
Pour les articles homonymes, voir Rue d'Alger.
Ne doit pas être confondu avec Cour d'Alger (Paris).
La rue d'Alger est une voie du 1er arrondissement de Paris, en France.

## Situation et accès
Longue de 128 mètres, elle commence 214, rue de Rivoli et finit 219, rue Saint-Honoré.
Elle est desservie par la ligne 1 à la station Tuileries.

## Origine du nom
Cette rue a été nommée en mémoire de la prise d'Alger par l'armée française, le 5 juillet 1830.

## Historique
La rue d'Alger est ouverte sur une partie des terrains de l'ancien grand hôtel de Noailles, entre la rue Saint-Honoré et la rue de Rivoli, propriété de lord Francis Egerton de 1815 à sa mort en 1829. Immédiatement après son décès, les héritiers mettent en vente le domaine par adjudication le 22 décembre 1829. Tous les bâtiments et jardins attenant sont acquis par Martin-Pierre Chéronnet et les frères Périer.
Une ordonnance du 20 septembre 1830 autorise MM. Périer frères et Chéronnet à ouvrir une rue large de 10 m à l'emplacement de l'ancien hôtel de Noailles. Les immeubles sur cette rue ne pouvaient dépasser 15 m de hauteur, sauf aux angles avec les rues de Rivoli et Saint-Honoré où la hauteur maximale était de 18 m. La voie est immédiatement réalisée sous le nom de « rue Louis-Philippe-Ier ». Elle est renommée « rue d'Alger » en 1832.
Une ordonnance royale du 16 novembre 1834 fixe à 16 m la hauteur maximum des maisons en bordure de la voie.

## Bâtiments remarquables et lieux de mémoire
- No  6 : domicile de l'historien et archéologue Ferdinand de Guilhermy (1809-1878), où il est mort[5]. Emplacement du siège de la fédération parisienne de l'Union pour un mouvement populaire (UMP) entre 2009 et 2015[6].
- No  14 : le général Joseph Derroja (1822-1909) y demeura[7].

## Pour approfondir